# Hancockia burni
Hancockia burni is een slakkensoort uit de familie van de Hancockiidae. De wetenschappelijke naam van de soort is voor het eerst geldig gepubliceerd in 1972 door Thompson.